# Elmo (Muppet)
Elmo è un personaggio dei Muppet animato da Kevin Clash presente nel programma televisivo per bambini Sesamo apriti. Si tratta di un piccolo mostriciattolo dal pelo rosso che presenta Il mondo di Elmo, uno degli sketch di Sesamo apriti solitamente trasmesso negli ultimi minuti di ogni puntata.

## Storia
Fra gli anni settanta e ottanta, l'originale burattino di Elmo venne utilizzato come un mostriciattolo senza nome che compariva a volte come personaggio silenzioso senza battute.
I produttori decisero di dargli una personalità: negli anni ottanta il mostro senza nome diventò parte del cast principale, come personaggio di supporto. La prima voce di Elmo fu affidata a Richard Hunt, che usò una voce profonda e roca che non si adattava con il carattere infantile e amichevole di Elmo. Nel 1984, a Kevin Clash, burattinaio di talento entrato da poco a far parte della troupe di Sesame Street, fu affidato il compito di eseguire Elmo. Nel resto degli anni ottanta, Elmo fu solo un personaggio secondario ma con il passare degli anni, Clash sviluppò sempre più il carattere e la personalità di Elmo, portandolo al successo facendolo diventare nei primi anni novanta fino ad oggi il personaggio principale di Sesamo apriti.
Tuttavia i vecchi fan di Sesame Street si sono lamentati che la visibilità conquistata da Elmo abbia finito per oscurare i tradizionali personaggi principali, come Oscar the Grouch, Big Bird, Count von Count, Prairie Dawn, Bert e Ernie.

## Famiglie e amici
I genitori di Elmo, Mae e Louie, sono comparsi nel 2006, nonostante Elmo esistesse già da trent'anni:
- Louie è un padre premuroso che spesso si prende cura di Elmo, essendo un casalingo. Ha una pelliccia rossa e capelli e barba gialla
- Mae è la madre di Elmo: ha una pelliccia gialla e folti capelli viola
- Zio Jack è il defunto zio paterno di Elmo: la sua morte viene affrontata nello stesso direct-to-video, che caratterizza per la prima volta i genitori di Elmo
- Zia Jill e Jesse: sono la moglie e la figlia di Jack, zia e cugina di Elmo.
- Daisy: è la sorella maggiore di Elmo e fa l'astronauta. Compare solo in alcuni libri e non è mai esistita come burattino.
- Bocks: il fratello gemello di Elmo se non fosse per il pelo arancione ed il naso rosso, risultando così un Elmo coi colori invertiti. È solo menzionato e non è mai apparso fisicamente, neanche nei libri.
- Zoe e Abby Cadabby: sono le migliori amiche di Elmo (per quest'ultima forse ha pure una cottarella). Una delle ragioni del successo di Elmo è la sua facilità nel fare amicizia.

## Curiosità
- Nel 1996 venne prodotto un bambolotto Tickle Me Elmo che, negli Stati Uniti, divenne lentamente un "oggetto di culto" a causa della sua scarsa reperibilità. Si verificarono anche alcuni episodi di violenza tra acquirenti a causa delle scorte limitate nei negozi e l'alta richiesta. La rivista People riportò la notizia che il giocattolo, che veniva venduto al prezzo abituale di 28,99 dollari, arrivò a raggiungere quotazioni di oltre 1.500 dollari su Internet, alla fine del 1997.[1]